# Тобель-Тегершен
Тобель-Тегершен (нем. Tobel-Tägerschen) — коммуна в Швейцарии, в кантоне Тургау.
Входит в состав округа Мюнхвилен. Население составляет 1616 человек (на 31 декабря 2022 года), площадь 7,11 км². Официальный код — 4776.
Образована 1 января 1999 года при слиянии коммун Тобель и Тегершен.

## Население
| Населённый пункт | 31.12.2018 | 31.12.2022 |
| ---------------- | ---------- | ---------- |
| Тобель           | 964        |            |
| Тегершен         | 637        |            |
| Итого            | 1601       | 1616       |